# رواية سابع ايام الخلق
سابع ايام الخلق هي رواية  للكاتب خالد الركابي، قد كتبت عام 1992 وطبعت عام 1994 ووزعت لأول مره عام 1997وصدرت أخيرا الطبعة الرابعه وهي التي فازت بجائزة أفضل رواية عراقيه عام 1995.
وأختيرت من قبل الاتحاد العام للكتاب العرب ضمن أفضل عشرين رواية عربية في القرن العشرين.
كما ترجمت إلى اللغة الصينية وفي انتظار ترجمتها إلى الأنجليزية والفرنسيه والروسيه.

## نقد الرواية
بحسب الناقد العراقي طراد الكبيسي، في المقدّمة المسهبة للكتاب، رواية مكان «يتهرّب من الزمن المحسوس عبر الزمن المتخيّل، ويتموضع في جماليات تعتمد الحركة التصويريّة في متابعة الحدث»، أما أحداثها، فتدور حول البحث عن مخطوط "الراووق" الذي ضاع «الأصل» منه، واختلف الرواة في ما جاء فيه، وذلك بهدف الوصول إلى الحقيقة في «السيرة المطلقة». 
يقول عن القصة  الناقد العراقى طراد الكبيسى، تتناول الرواية من جوانبها المختلفة "في سابع أيام الخلق"، ليس هناك حدث بمعنى الحدث في رواية القرن التاسع عشر، مثلا، لذا لا نجد الشكل الروائى يتخذ تسلسلَ: البداية، الوسط، النهاية، الذي يراه البعض عاكسا للزمن والتاريخ.. إننا إزاء "شكل مكانى"، يتهرب من الزمن المحسوس عبر الزمن المتخيل، ويتموضع في جماليات تعتمد الحركة التصويرية في متابعة البحث عن مخطوط "الراووق" وتحقيقه، للوصول إلى حقيقة ما حدث في اليوم الذي سمى بـ"دكة المدفع"، ولذا فإن القارئ للرواية لا بد أن يحس التكرار واللا تزامن، فالرواية مقيدة بموضوع مغلق، والأحداث اليومية المتماثلة، والشخصيات تتحرك في حركة دائرية مغلقة ـ هي الأخرى ـ بحكم المكان المحدد".

## تلخيص الرواية
يفصح المؤلف في روايته عن رؤيته لواقع وأحداث كان جزءاً منها، شغلته بهمومها كما شغلت كثيرين من أبناء جيله، إلا أنه نظر إليها نظرة لا تخلو من الشمولية. لقد كشف ترسب من أوهام وأفكار في نفوس أبطاله تاركاً لهم حرية الإفصاح عن مكنونات نفوسهم دون أن يفقد سيطرته على أحداث الرواية. أما إبطاله فهم أموات وأحياء، أموات قد غادروا عالمنا أو مازالوا فيه لكنهم يقفون على مسافة من الواقع وينغمسون في أحلامهم وتهويماتهم الصوفية، وهم أحياء بعث فيهم الحياة ورسم لهم طريق العبور إلى الخلود، وهم بيننا يكاد لا تخلو إحدى مدننا منهم لقد التقط المؤلف تفاصيل روايته من الواقع الحي، المعاش وغلفها بتلك الرؤية الخاصة التي لا يمتلكها إلى المتميزون والمبدعون، وبعد فإن القارئ ليحار أيقرأ رؤية أم كتاب تاريخ يؤرخ لما سيأتي، أم أنه يقرأ سفراً من أسفار الخلق.

## مخطوط الراووق
هذا المخطوط هو لب العمل والمحور الذي تدور حوله كل الرواية وشخصياتها ومسارها الأول، إذ يعد مخطوط الراووق هو البداية التاريخية لمدينة الأسلاف (مدينة الراوي) حيث السيرة المطلقية، وما حوته من من أقسام تكفّل الرواة بروايتها وقيّمو مزار السيد نور بالمحافظة على مخطوطها الأصلي الذي كتبه السيد نور والإضافة عليه فيما بعد، تنقسم السيرة المطلقية إلى أربعة أقسام:
١- القسم الأول من الخطوط هو ما يرويه عبد الله البصير. ولا يصل هذا القسم إلى الراوي إلا بعد أن يمر بسلسلة من الرواة الشفويين والكتابيين وهم تنازليا شبيب طاهر (كتابي) عن ذاكر  القيم (كتابي) عن قيمي المزار “مجهولون” (كتابي) عن السيد نور (كتابي) عن عذيب العاشق (شفوي/ سماعي) عن مدلول اليتيم (شفوي/ سماعي) عن عبد الله البصير (شفوي/ سماعي).
هكذا يصل القسم الأول من المخطوط عبر سلسلة من الرواة أولهم شفويا عبد الله البصير وآخرهم الراوي، إذ أصبح الراوي هو آخر حلقات الرواة بالرغم من البعد الزمني بينه والراوي الأول (الشفوي أو الكتابي) ليكون نص الرواية هو نصل مكمل/ تام للمخطوط الذي ذاعت أخباره في أبناء مدينة الأسلاف حتى عرفوها.
القسم الأول من المخطوط هو عن السيرة المطلقية، والخلاف ما بين مطلق والسيد نور. وزمن أحداث في مدة ماضية لم تُوضح بدقة لكن الأحداث تُثبت أنها إبان السيطرة العثمانية في جنوب العراق.
٢- القسم الثاني من المخطوط هو ما يرويه مدلول اليتيم، بعد أن يستلم مهنة الرواية من معلمه عبد الله البصير، ويصل هذا القسم إلى رواي الرواية عبر السلسلة السابقة نفسها من الرواة ابتداء بمدلول اليتيم، ويروي في هذا القسم الثاني قصةَ ابن طارش وحبه لفتنة ابنة المعيدي ذياب.
٣- القسم الثالث من المخطوط، وهو الذي يرويه عذيب العاشق ويصل إلى الراوي عبر السلسلة السابقة نفسها ابتداءً بعذيب العاشق،  وفيه يروي عن حياة أبناء مطلق السبعة وكيف سعى الأخوة الخمسة في تزويج ابن مطلق الثاني، جناح، وانتهى الأمر بزواج الجميع خلا نايف الابن الأصغر.
بهذه الأقسام الثلاثة للسيرة المطلقية، يصبح لدى الجميع قصة معروفة عن السيرة المطلقية لشيخ عشيرة البواشق، لكن تعترضها عدة مشاكل أولها هو اختفاء القسم الرابع المحظور والذي يعرف بدكة المدفع، وثانيها هو كيفية الربط بين:
١- السيد نور هو معاصر لمطلق وأبنائه وأول من دوّن السيرة المطلقية كاملة.
٢- الرواة الثلاثة (عبد الله البصير ومدلول اليتيم وعذيب العاشق)، تروي الأقسام الأولى أن السيد نور هو من سمع عنهم. فكيف يكون أول كاتب ومعاصر للسيرة قد سمعها من رواة أخذوا السيرة من مخطوط السيد نور؟ هذا السؤال الذي حاول الإجابة عنه عدة شخصيات تمثلوا في الرواي وبدر ومحقق المخطوط شبيب طاهر الغياث، وساعدهم في الوصول إلى الربط كتابات ذاكر القيّم.
٤- القسم الرابع من المخطوط، وهو ما يرويه السيد نور ويصل إلى الراوي عبر السلسلة السابقة نفسها ابتداءً بالسيد نور، وفي هذا القسم الختامي يتحدث فيه السيد نور عن دكة المدفع والمواجهة ما بين مطلق وبعض أبنائه لقوات الدرك التي انتهت بمأساوية.
وبمعرفة القسم الرابع المحظور الذي سعى واجتهد الرواي وبدر في الحصول عليه، تكتمل السيرة المطلقية، والتي تخلل هذه الأقسام الأربعة قسمان مهمان تمثلا بقسم يرويه طاهر شبيب وعمله في تحقيق المخطوط الذي انتهى بحصوله على أوراق ثمانٍ بخط ذاكر القيم يرويها بنفسه عن المخطوط. هذا التنويع والتوزيع للمخطوط وتعدد رواتها ونصوصها الذين وصولوا مع رواية سابع أيام الخلق وراويها إلى سبعة نصوص وسبعة رواة، أعطى للرواية بعدا تحقيقيا بحثيا، زاد الفعالية وتألق هذا العمل، كُتبت فيه عشرات الدراسات والبحوث والمقالات النقدية من أبرزها ما كتبته الدكتور عبد الله إبراهيم في كتابه السردية العربية الحديثة الجزء الثاني، وفي موسوعة السرد العربي الجزء الخامس.